# Vinderup
Vinderup er en by i det nordlige Vestjylland med 3.079 indbyggere  (2024), beliggende i Vinderup Sogn. Byen ligger i Region Midtjylland og hører til Holstebro Kommune. Vinderup er stationsby på jernbanestrækningen mellem Struer og Viborg.
Byen ligger mellem Skive, Struer og Holstebro. Den skylder banen sin eksistens. Før banen kom til var byens navn knyttet til proprietærgården Vinderupgaard. Og før 1970 lå "stationsbyen Vinderup" ikke i Vinderup Kommune. Den daværende sognekommune hed Sahl, det landsbysamfund og den kirke, der oprindeligt havde givet navnet til området. Vinderup Kirke er opført i 1905.
Byen lå indtil 1970 i Sahl Sognekommune. Det var først ved kommunesammenlægningen i 1970, hvor Ejsing, Handbjerg, Ryde, Sahl og Sevel sogne blev sammenlagt, at kommunens største by, Vinderup, kom til at lægge navn til kommunen.
Ved folketingsvalgene 1895-1968 var byen hovedby i Sahl Sognekommune. 1970-2006 var byen hovedby i Vinderup Kommune. Siden 2007 har byen hørt til Holstebro Kommune.
Vinderup fik i 2020 en ny borgerportal udarbejdet af den lokale borgerforening, hvor potentielle tilflyttere kan læse mere om byen.

## Historie
Navnet Vinderup kendes tidligst fra en tinglysning fra 6. februar 1274, hvor en Fru Lucie skøder [...] sin gård i Vinderup [...] til Hr. Jens Kalv [...], under navnet Windorp. Senere har navnet udviklet sig over Wyndrop, Winnerup og Winderup. Navnet knyttes til, at Vinderup Å (Skærbæk Å) oprindeligt skal have heddet Wind, fordi den snoede sig. Endelsen -torp (og -rup) indikerer, at der er tale om en udflytning fra vikingetiden.:92
Vinderup Ladegård omfattede i 1682 91,6 tønder land skyldsat til 15,89 tønder hartkorn.
Byens hovedgade opstod i 1855 som en del af hovedvejen mellem Holstebro og Skive (nu Sekundærrute 189), som da blev forlagt fra Skave - Sevel - linjen.:9
Langå-Struer-banens sidste del mellem Skive og Struer blev åbnet den 17. november 1865 med station i Vinderup.:12 Samtidigt opførte indehaveren af Vinderupgård en kro med købmandshandel, hvor landevejen skar jernbanen (nu Nørregade 1).:8
I 1879 beskrives forholdene således: "Avlsgaarden Vinderup med Jernbanestation, Kro og Kjøbmandshandel".:347f
Fra 1882 fandtes øst for byen Skovlund Mejeri, fra 1894 andelsmejeri på to forskellige adresser. Mejeriet indstillede driften omkring 1980 og bygningen blev nedrevet omkring 2020.
I 1904 beskrives byen således: "Vinderup Stationsby — 1/2 1901: 61 Huse og 505 Indb. — med Menighedshus (opf. 1894), Lægebolig, Landbohjem, Afholdshjem, Klædefabrik, Farveri, Mølle, Andelsmejeri, Købmandshdl., mange Haandværkere og handlende, Kro, Markedsplads (Marked i Apr. og Okt.), Valgsted for Amtets 4. Folketingskr., Jærnbane-, Telegraf- og Telefonst. samt Postekspedition".:538f
Vinderup Stationsby havde i 1906 754 indbyggere, i 1911 981 indbyggere og i 1916 1.053 indbyggere.
Vinderup fortsatte sin udvikling i mellemkrigstiden og efter 2. verdenskrig: indbyggertallet var i 1921 1.950, i 1925 1.391, i 1930 1.433, i 1935 1.442, i 1940 1.497, i 1945 1.627, i 1950 1.756, i 1955 1.840 og i 1960 1.910 indbyggere, i 1965 2.207 indbyggere.
| År   | Befolkning |
| ---- | ---------- |
| 1921 | 1,950      |
| 1925 | 1,391      |
| 1930 | 1,433      |
| 1935 | 1,442      |
| 1940 | 1,497      |
| 1945 | 1,627      |
| 1950 | 1,756      |
| 1955 | 1,840      |
| 1960 | 1,910      |
| 1965 | 2,207      |